# Ewan MacColl
Ewan MacColl (25 tháng 1 năm 1915 - 22 tháng 10 năm 1989) là một ca sĩ, nhạc sĩ,nhà thơ, nhà soạn kịch, diễn viên và nhà thu âm nhạc người Anh với gốc Scotland. Ông chính là cha của Kirsty MacColl.

## Tiểu sử
MacColl có tên khai sinh là James (Jimmie) Henry Miller, ông được sinh ra ở Salford, Lancashire, Anh, bố mẹ ông là William và Betsy Miller, người Scotland. Ông tốt nghiệp vào năm 1929, tham gia phong trào tranh đấu của công nhân và nhóm nhạc hát không chuyên, nhóm nhạc của Clarion. Ông đã bắt đầu sự nghiệp bằng cách viết nhạc giúp nhà sản xuất và là diễn viên kịch.

## Sự nghiệp âm nhạc
Ông đặc biệt thích loại nhạc dân gian và sưu tầm những ca khúc dân gian, dân ca và thâu âm trên một trăm đĩa hát về thể loại này, rất nhiều trong số đó là hát chung với ca sĩ dân gian Anh A. L. Lloyd.
Một trong những thành công đầu tiên của ông là The Asphalter's Song thâu âm năm 1950.
Năm 1956 ông đã tạo 1 xì căng đan khi bỏ vợ thứ nhì của ông là Jean Newlove để theo đuổi ca sĩ Peggy Seeger, Ông đã viết ca khúc The First Time Ever I Saw Your Face cho nữ ca sĩ này và ca khúc được trở thành top hit năm 1972 nhờ tiếng hát của Roberta Flack và ông và cả Roberta Flack đều được giải Grammy nhờ ca khúc này.
Một ca khúc khác là Dirty Old Town mà ông viết cho quê hương Salford của ông, đã nổi tiếng nhờ giọng hát của Rod Stewart.
Cùng với Peggy Seeger và Charles Parker, ông phát triển thể loại "Radio-Ballade", một chương trình văn nghệ hỗn hợp với ca khúc, khí nhạc, tiếng động, đặc biệt là tiếng động của những công nhân và ngư dân khi làm việc. Những chương trình này được phát thanh trên BBC từ năm 1957 đến 1964.
Ông cùng ca sĩ Peggy Seeger cũng thâu âm nhiều ca khúc có nội dung chính trị. Riêng ông đã viết trên 300 ca khúc. Một ca khúc trong số đó là The Ballad of Ho Chi Minh (Bài ca Hồ Chí Minh), viết về nhà cách mạng Việt Nam Hồ Chí Minh trong khoảng thập niên 50 . Bài hát không thành công nhưng riêng tại Việt Nam lại rất nổi tiếng . Cũng tương tự như bài hát The Ballad of Stalin viết về Stalin của ông được biết nhiều ở Liên Xô cũ.
Ông còn là nhà hoạt động xã hội trong những năm của thập niên 30. Một trong những bài nổi tiếng của ông, "The Manchester Rambler", được viết sau vụ việc xâm phạm đất đai nổi tiếng ở Kinder Scout.

## Đĩa hát
Album Hát dơn (solo)
| - Scots Street Songs (1956) - Shuttle and Cage (1957) - Barrack Room Ballads (1958) - Still I Love Him (1958) - Bad Lads and Hard Cases (1959) - Haul on the Bowlin'(1961) - The English and Scottish Popular Ballads (Child Ballads) (1961) - Broadside Ballads, vols 1 and 2 (1962) | - Off to Sea Once More (1963) - Four Pence a Day (1963) - British Industrial Folk songs (1963) | * Steam Whistle Ballads (1964) - Bundook Ballads (1967) - The Wanton Muse (1968) - Paper Stage 1 (1969) - Paper Stage 2 (1969) - Solo Flight (1972) - Hot Blast (1978) - Daddy, What did You Do in The Strike? (1985) |  |

Cộng tác - A.L. Lloyd và Ewan MacColl, phụ họa bởi Steve Benbow
- Gamblers and Sporting Blades (E.P.) (1962)

Cộng tác - Ewan MacColl và A.L. Lloyd
- Bold Sportsmen All: Gamblers & Sporting Blades (1962)
- A Sailor's Garland (1966)
- Blow Boys Blow (1967)

Cộng tác - A.L. Lloyd, Ewan MacColl, Louis Killen, Ian Campbell, Cyril Tawney, Sam Larner và Harry H. Corbett
- Blow the Man Down (EP) (1956)

Cộng tác - A.L. Lloyd và Ewan MacColl
- A Hundred Years Ago (EP) (1956)
- The bờ biển của Peru (EP) (1956)
- The Singing Sailor (1956)
- The English and Scottish Popular Ballads (The Child Ballads) Vol 1 (1956)
- The English and Scottish Popular Ballads (The Child Ballads) Vol 2 (1956)
- The English and Scottish Popular Ballads (The Child Ballads) Vol 3 (1956)
- The English and Scottish Popular Ballads (The Child Ballads) Vol 4 (1956)
- The English and Scottish Popular Ballads (The Child Ballads) Vol 5 (1956)
- English and Scottish Folk Ballads (1964)

Cộng tác - Bob and Ron Copper, Ewan MacColl, Isla Cameron, Seamus Ennis và Peter Kennedy
- As I Roved Out (1953-4)

Ewan MacColl và Peggy Seeger
- Popular Scottish Songs (1960)
- Classic Scots Ballads (1961)
- Chorus From The Gallows (1961)
- Jacobite Songs - The Two Rebellions 1715 and 1745 (1962)
- The Amorous Muse (1966)
- The Manchester Angel (1966)
- The Angry Muse (1968)
- Saturday Night at The Bull and Mouth (1977)
- Cold Snap (1977)
- Kilroy Was Here
- Freeborn Man
- Items of News (1986)
- Scottish Drinking and Pipe Songs (*)
- Naming of Names (1990)
- The Jacobite Rebellions (1962)
- The Long Harvest 1 (1966)
- The Long Harvest 2 (1967)
- The Long Harvest 3 (1968)
- The Long Harvest 4 (1969)
- The Long Harvest 5 (1970)
- The Long Harvest 6 (1971)
- The Long Harvest 7 (1972)
- The Long Harvest 8 (1973)
- The Long Harvest 9 (1974)
- The Long Harvest 10 (1975)
- Blood and Roses (1979)
- Blood and Roses 2 (1981)
- Blood and Roses 3 (1982)
- Blood and Roses 4 (1982)
- Blood and Roses 5 (1983)

(* Không thực sự được hát bởi MacColl và Seeger, chỉ là tưởng niệm)
Ewan MacColl/ The Radio Ballads (1958 - 1964)(*)
- Ballad of John Axon (1958)
- Song of a Road (1959)
- Singing The Fishing (1960)
- The Big Hewer (1961)
- The Body Blow (1962)
- On The Edge (1963)
- The Fight Game (1964)
- The Travelling People (1964)

(* Hỗn hợp của phóng sự, kịch và các bài hát: phát sóng trên đài phát thanh BBC)
Singles
- "Van Dieman's Land" / "Lord Randall"
- "Sir Patrick Spens" / "Eppie Morrie"
- "Parliamentary Polka" / "Song of Choice"
- "Housewife's Alphabet" / "My Son"
- "The Shoals of Herring"